# Walter Marichal
Walter Marichal (Montevideo, 18 aprile 1935 – 31 luglio 2017) è stato un calciatore uruguaiano, di ruolo difensore.

## Carriera

### Club
Ha sempre giocato nel campionato uruguaiano.

### Nazionale
Con la maglia della Nazionale ha preso parte al campeonato sudamericano nel 1957.